# خورخي لويس ألونسو
خورخي لويس ألونسو (بالإنجليزية: Jorge Luis Alonso)‏ هو قاضي ومحامي أمريكي، ولد في أبريل 1966 في Sagua La Grande ‏ في كوبا.